# Список королей Гавайев
Список королей Гавайев содержит имена всех правителей Королевства Гавайи с 1795 по 1893 годы.

## Список
|   | № | Имя          | Годы правления | Годы жизни  | Примечание                                                     |
| - | - | ------------ | -------------- | ----------- | -------------------------------------------------------------- |
| 1 |   | Камеамеа I   | 1795 — 1819    | 1758 — 1819 | Первый гавайский король, также известный как Камеамеа Великий. |
| 2 |   | Камеамеа II  | 1819 — 1824    | 1797 — 1824 | Второй гавайский король, сын Камеамеа I.                       |
| 3 |   | Камеамеа III | 1824 — 1854    | 1813 — 1854 | Третий правитель Гавайского королевства.                       |
| 4 |   | Камеамеа IV  | 1855 — 1863    | 1834 — 1863 | Четвёртый правитель Гавайев.                                   |
| 5 |   | Камеамеа V   | 1863 — 1872    | 1830 — 1872 | Пятый правитель Гавайев.                                       |
| 6 |   | Луналило     | 1873 — 1874    | 1835 — 1874 | Шестой правитель Гавайев.                                      |
| 7 |   | Калакауа     | 1874 — 1891    | 1836 — 1891 | Седьмой правитель Гавайев.                                     |
| 8 |   | Лилиуокалани | 1891 — 1893    | 1838 — 1917 | Последняя правительница Королевства Гавайи.                    |